# Willy Czernik
Willy Czernik (* 24. Februar 1901 in Dresden; † 6. Januar 1996 in Lämmerspiel, Stadtteil von Mühlheim am Main) war ein deutscher Dirigent und Komponist von Operetten- und Filmmusik. Ein bekanntes Werk von ihm ist die Titelmusik der Fernsehserie Die Firma Hesselbach, die Hesselbachpolka.

## Leben
Czernik absolvierte ein Orgel- und Klavier-Studium in Dresden und Leipzig. Hierauf studierte er am Dresdner Konservatorium Dirigieren und Komposition. Von 1926 bis 1930 war Czernik unter Clemens Krauss Kapellmeister am Frankfurter Opernhaus, 1930 bis 1932 erster Kapellmeister, 1932 bis 1934 musikalischer Oberleiter am Landestheater Braunschweig. Gleichzeitig hiermit versah er die Stelle eines Dirigenten des Lehrergesangvereins. Zum 1. Mai 1933 war er der NSDAP beigetreten (Mitgliedsnummer 2.801.058). Von 1935 bis Herbst 1944 war Czernik erster Kapellmeister der Dresdner Staatsoper. 
In den Jahren von 1946 bis 1947 wirkte er beim Aufbau der Bamberger Symphoniker mit. Von 1948 bis 1953 leitete er die Sinfonie-Konzerte in Gießen. In Wiesbaden war Czernik von 1956 bis 1959 städtischer Musikdirektor und Leiter des Symphonie-Orchesters. Czernik arbeitete seit 1960 als freischaffender Komponist und Gastdirigent namhafter Orchester. Seine bekannteste Komposition ist die Tarantella Chi sa (gesungen u. a. von Rita Streich und Renate Holm). Sein Violinkonzert wurde von Wolfgang Marschner mit dem Kölner Rundfunk-Sinfonie-Orchester unter Franz Marszalek vom WDR Köln eingespielt.

## Kompositionen (Auswahl)
- Aufzug der Schildbürger, Marsch-Szene
- Der große Coup
- Dresdener Miniaturen, Suite nach Motiven von Friedemund Madaus
- Ein Künstlerfest, Ouvertüre
- Frauen machen Geschichte, Operette und Ballettmusik
- Großstadt bei Nacht, Suite in 5 Teilen
- Johannisfeuer, Ouvertüre
- Midinette, Pariser Aquarell
- Konzertino für Flöte und Orchester
- Acht Lieder nach Gedichten von Paul Verlaine für Gesang
- Willst du mit mir in die Sonne gehn für Solo oder Duett
- Die schöne Carlotti, Operette in einem Vorspiel und drei Akten
- Rübezahl, Sinfonische Dichtung